# Baud
Baud (simbol Bd) sinonim je za broj simbola u sekundi ili broj pulseva u sekundi, odnosno modulacija u sekundi ili tranzicija u sekundi. Ove tranzicije odnose se na simbol koji je izražen titrajem nekoga signala. Ne bi ga se trebalo miješati s brojem bitova u sekundi iako su srodni pojmovi jer, kod prijenosa preko nekog analognog sustava jedan bit informacije može biti izražen jednim prijelazom ili pomoću više njih.